# 29 tháng 5
Ngày 29 tháng 5 là ngày thứ 149 (150 trong năm nhuận) trong lịch Gregory. Còn 216 ngày trong năm.

## Sự kiện
- 479 – Sau khi buộc Lưu Tống Thuận Đế phải thiện vị, Tiêu Đạo Thành lên ngôi hoàng đế, mở đầu triều Nam Tề.
- 1453 – Constantinopolis thất thủ: Quân Ottoman dưới quyền Sultan Mehmed II chiếm được Constantinopolis sau 53 ngày bao vây, kết thúc Đế quốc Đông La Mã.
- 1660 – Chế độ quân chủ tại Anh được khôi phục dưới quyền của Quốc vương Charles II.
- 1937 – Báo L'Avant Gardel (Tiền phong), cơ quan của lao động và nhân dân Đông Dương, ra số đầu tiên tại Sài Gòn.
- 1946 – Ngày thành lập Hội Liên hiệp Quốc dân Việt Nam, gọi tắt là hội Liên Việt.
- 1900 – Sĩ quan Pháp Émile Gentil thành lập đô thị Fort-Lamy, nay là thủ đô N'Djamena của Tchad.
- 1953 – Edmund Hillary và Tenzing Norgay trở thành những người đầu tiên lên đến đỉnh của Everest.
- 1968 – Manchester United trở thành câu lạc bộ bóng đá Anh đầu tiên đoạt Cúp vô địch châu Âu khi đánh bại câu lạc bộ Benfica trong trận chung kết.
- 1985 – Dưới lực đẩy của những người hâm mộ bóng đá trong cơn náo loạn trước trận chung kết Cúp vô địch châu Âu giữa đội Liverpool và Juventus, một bức tường tại sân vận động Heysel ở Bruxelles, Bỉ sụp đổ, khiến 39 người thiệt mạng và hơn 600 người bị thương.
- 2007 – Hiệp định về phân định ranh giới thềm lục địa giữa Việt Nam và Indonesia có hiệu lực.\
- 2023-cuộc bầu cử tổng thống 2023 ở Thổ Nhĩ Kì  kết thúc với chiến thắng của Recep tayyip erdogan

## Sinh
- 1860 – Isaac Albéniz (Isắc Anbênit), nhạc sĩ Tây Ban Nha.
- 1905 – Hoàng Quốc Việt, Uỷ viên Bộ chính trị Trung ương Đảng, Chủ tịch Tổng Công đoàn, Viện trưởng Viện kiểm sát Nhân dân Tối cao, Chủ tịch Đoàn chủ tịch Ủy ban trung ương Mặt trận Tổ quốc Việt Nam.
- 1917 – John F. Kennedy (m. 1963), Tổng thống thứ 35 của Hợp Chúng Quốc Hoa Kỳ
- 1929 – Đỗ Quốc Sam (m. 2010), Giáo sư, Tiến sĩ Khoa học, nguyên Đại biểu Quốc hội Việt Nam, nguyên Ủy viên Ban Chấp hành Trung ương Đảng Cộng sản Việt Nam, Bộ trưởng đầu tiên của Bộ Kế hoạch và Đầu tư Việt Nam.
- 1999 — Park Ji-hoon, thần tượng âm nhạc, diễn viên người Hàn Quốc, cựu thành viên nhóm nhạc Wanna One.

## Mất
- 1854 – Nguyễn Phúc Đoan Thuận, phong hiệu Định Mỹ Công chúa, công chúa con vua Minh Mạng (s. 1820).
- 1892 – Bahá'u'lláh, người sáng lập tôn giáo Bahá'í (s. 1817).
- 1971 – Nguyễn Thị Định, thứ phi của vua Thành Thái, mẹ của vua Duy Tân (s. 1883).
- 1973 – P. Ramlee, diễn viên Malaysia (sinh 1929)
- 1988 – Siaka Stevens, tổng thống Sierra Leone 1971–1985 (s. 1905).[1]
- 2021: 
  - Gavin McLeod, diễn viên người Mỹ (s. 1931).
  - B. J. Thomas, ca sĩ, diễn viên người Mỹ (s. 1942).